# Печоногі (Малопольське воєводство)
Печоногі (пол. Pieczonogi) — село в Польщі, у гміні Палечниця Прошовицького повіту Малопольського воєводства.
Населення — 229 осіб (2011).
У 1975-1998 роках село належало до Келецького воєводства.

## Демографія
Демографічна структура станом на 31 березня 2011 року:
|          | Загалом | Допрацездатний вік | Працездатний вік | Постпрацездатний вік |
| -------- | ------- | ------------------ | ---------------- | -------------------- |
| Чоловіки | 106     | 18                 | 66               | 22                   |
| Жінки    | 123     | 28                 | 58               | 37                   |
| Разом    | 229     | 46                 | 124              | 59                   |